# Sundbornsån

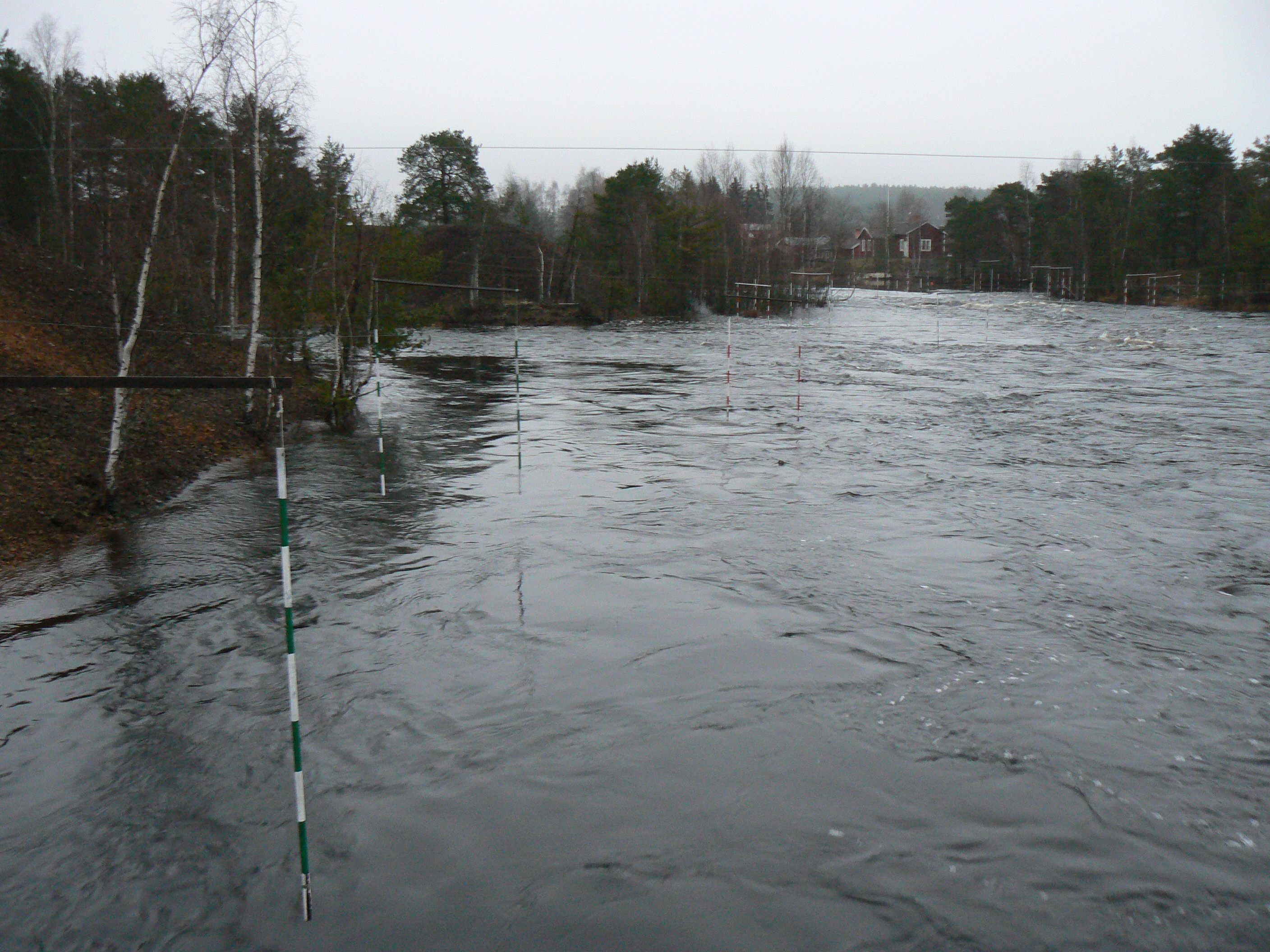
Forsen vid utloppet i Hosjön

Sundbornsån kallas ån mellan sjöarna Toftan och Hosjön i Falu kommun, Dalarna. Ån är en del av Svärdsjövattendraget, som transporterar vatten från skogarna mellan östra Dalarna och Hälsingland till Runn. Sundbornsån genomrinner Hobbornsjön. Vid forsen i Hosjöholmen finns en kanotslalombana. Vid platsen där ån börjar ligger Sundborn (Sundbornsbyn).